# Nationaal Tuberculose Programma
Nationaal Tuberculose Programma (NTP), voorheen het Consultatie Buro voor Longziekten (CBL) is een Surinaamse instantie die zich richt op de bestrijding van tuberculose.
Het NTP maakt deel uit van het Bureau voor Openbare Gezondheidszorg (BOG) en werkt samen met organisaties als het AZP, MMC, RGD en MZ in Suriname en de PAHO/WHO en het RIVM internationaal, evenals met medisch specialisten. Activiteiten van de NTP behelzen onder meer preventie, bestrijding, registratie, diagnose en follow up na ontslag uit het ziekenhuis. Het NTP heeft verschillende laboratoria.
Suriname kende jaarlijks tussen 2000 en 2020 ruwweg honderd tuberculosegevallen, met een piek van 150 in 2016. Bij de verschillende bevolkingsgroepen is de verspreiding relatief het grootst onder de inheemse Surinamers.